# Цюань Танши
Цюань Танши (кит. трад. 全唐詩, упр. 全唐诗, пиньинь Quán Tángshī, Все танские стихотворения, Полное собрание стихов эпохи Тан) — сборник стихотворений поэтов эпохи Тан. Составлен около 1705 при императоре Канси, династии Цин. Является самой большой антологией танской поэзии — содержит около 49 000 стихотворений, принадлежащих более чем 2200 поэтов. Этот текст использовался для составления популярной антологии Триста танских поэм.

## История создания
В 1705 император дал указание Цао Ину, деду известного писателя Цао Сюэциня, сделать компиляцию и опубликовать все сохранившиеся ши танской династии, что стало первым из грандиозных литературных проектов маньчжурской династии. Император назначил девять ученых из академия Ханьлинь наблюдать за собиранием текстов. Группа сравнивала тексты из многих библиотек и частных собраний. Цао обучал каллиграфов с целью унифицировать почерк перед гравировкой досок. Работа была завершена в короткие сроки, хотя Цао и вынужден был извиниться пред императором за задержку. Над гравировкой работало больше сотни мастеров. Использовалась специальная бумага. Хотя император и решил, что собрание выйдет от имени Цао ина, в каталоге Полное собрание книг по четырём разделам книга Все танские стихотворения числится как «Императорская компиляция» (yuding).

## Значение и содержание
Хотя Цюань Танши и является самым большим собранием танских стихотворений, оно не является полным и полностью надежным. Работа составлялась в спешке и редакторы никак не комментировали свой выбор текстов и разночтений. Дополнительные стихотворения и варианты текстов были найдены в XX веке в библиотеке в Дуньхуане. Одни из них составители просто игнорировали, другие не могли найти. Для некоторых известных поэтов лучшие тексты были опубликованы в отдельных книгах. Многие упоминаются в имперских каталогах, но не пережили разграблений Цинских библиотек.
Стихотворения собраны в разделы, например, написанные императорами или их женами или поэмы в стиле Юэфу (Музыкальной палаты). 754 секции составлены по авторам с короткими биографиями. Многие составлены по темам: женщины, монахи, священники, духи, привидения, сны, пророчества, пословицы, мистика, слухи, пьянство.